# Woolly Wolstenholme

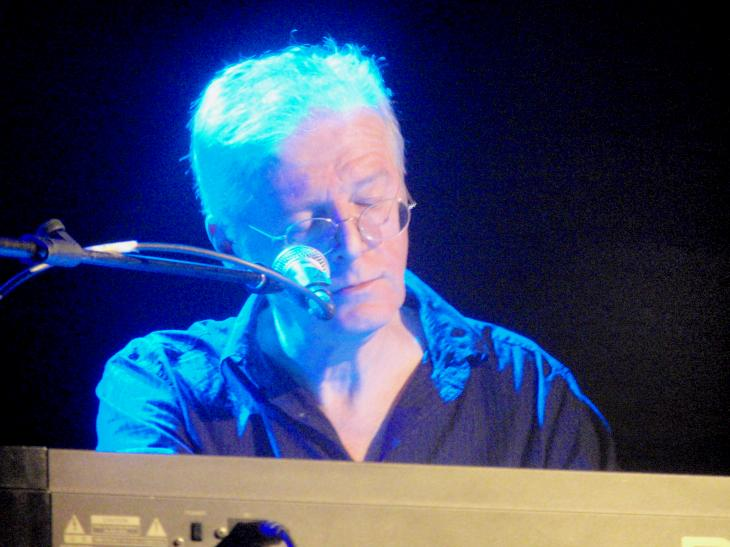
Woolly Wolstenholme, 2009

Stuart John „Woolly“ Wolstenholme (* 15. April 1947 in Chadderton, Lancashire, England; † 13. Dezember 2010 ebenda) war ein britischer Musiker (u. a. Keyboard und Sänger), der als Gründer und Mitglied der englischen Rockgruppe Barclay James Harvest (BJH) und als Solo-Musiker bekannt wurde.

## Biografie

### Musikalische Anfänge
Wolstenholme besuchte in Chadderton die North Chadderton Secondary Modern School. Sein erstes Musikinstrument war ein Tenorbanjo, das er im Alter von 12 Jahren bekam, und er spielte Tenorhorn.
In Oldham traf Wolstenholme 1964 John Lees in der Oldham School of Art. Mit ihm gründete er die Band The Sorcerers, aus der die BJH-Vorläufer-Gruppe The Keepers hervorging. Er spielte jedes Instrument, das erforderlich war, wie Tamburin, Mundharmonika und 12-saitige Gitarre. Wolstenholme brachte sich selbst das Keyboardspielen bei, zuerst am Mellotron, was er an Orgel, Klavier und Synthesizer anpasste.
Wolstenholmes musikalische Einflüsse reichten von Gustav Mahler, über Love, Vanilla Fudge und UK bis zu Radiohead.

### Barclay James Harvest (BJH)
1966 gründeten Wolstenholme und Lees zusammen mit Les Holroyd und Mel Pritchard, die Band The Blues Keepers, aus der 1967 Barclay James Harvest hervorging. Mit dieser Gruppe feierte er Erfolge. 1979 stieg er aus, nachdem er frustriert und unzufrieden über die musikalische Richtung der Band geworden war.
Von Wolstenholme komponierte, getextete und teils weithin bekannte BJH-Songs sind: „When the World was Woken“, „Happy Old World“, „The Poet“, „Moonwater“, „Ra“, „Sea of Tranquility“, „In Search of England“ und „Harbour“. Zudem war er für einen Großteil des Arrangements und die Übergänge von Les Holroyds Song „She Said“ verantwortlich.

### John Lees' Barclay James Harvest (JLBJH)
Wolstenholme kehrte 1998 in das Musikgeschäft zurück: Damals spaltete sich Barclay James Harvest in zwei Bands auf, und er agierte seitdem mit John Lees und weiteren Musikern bis zu seinem Tod im Jahr 2010 unter dem Namen John Lees' Barclay James Harvest (JLBJH) – bis 2005 Barclay James Harvest Through the Eyes of John Lees genannt. Sie nahmen das Remake- und Studioalbum Nexus (22. Februar 1999) auf. Außerdem erschienen als Live-Medien Revival… (Einzelalbum Doppelalbum; 27. März und 27. November 2000) und Legacy… (Album und DVD; 5. und 26. November 2007).
Wolstenholmes bekanntes Lied aus der JLBJH-Zeit ist wohl „Star Bright“, das er wie einige andere Songs aus dieser Phase, zum Beispiel „Sitting Upon a Shelf“ und „The Devils That I Keep“, zusammen mit John Lees schrieb.

### Solo

#### Mæstoso
1980 nahm Wolstenholme sein Soloalbum Mæstoso (Oktober 1980) auf, ging mit seiner Band Mæstoso (auch Maestoso genannt) als Vorgruppe von Judie Tzuke und Saga auf Tournee und schrieb zudem Film- und Fernsehmusik. Sein 1982 in Arbeit befindliches zweites Album, Black Box, wurde zurückgestellt. Er verlor das Interesse am Musikgeschäft und zog sich auf seine Farm zurück, zuerst nach Lancashire und später in das westliche Wales. Songs aus den Sessions für dieses Album erschienen zusammen mit dem kompletten Album Mæstoso als Songs from the Black Box (Juni 1994).
Eine neue CD mit Songs aus der Black-Box-Sessions und zuvor unveröffentlichtem Demo- und Live-Material wurde als Black Box Recovered (16. Februar 2004) veröffentlicht. Im selben Jahr folgte das neue Studioalbum One Drop in a Dry World (17. Mai 2004). Eine kurze Großbritannien-Tour war geplant, um die CD bekannt zu machen, aber es kam nur zu einem Konzert in Londons Mean Fiddler (12. Mai 2004). Im Folgejahr erschien das daraus resultierende Livealbum Fiddling Meanly (21. Februar 2005) mit Solo- und BJH-Material. Am 27. November 2004 trat Wolstenholmes Band Mæstoso erneut in London auf, als Vorgruppe von Caravan im Bloomsbury Theatre, wobei John Lees als Gastmusiker bei zwei Liedern auf der Bühne agierte.
In dieser kreativen Phase veröffentlichte Wolstenholme die Mæstoso-Studioalben Grim (10. Oktober 2005) und Caterwauling (19. November 2007). Die meisten Mitglieder der Mæstoso-Band agieren auch als Studio- und Livemusiker für John Lees' Barclay James Harvest.
Zu den Liedern aus der Mæstoso-Phase gehören: „Mæstoso – A Hymn in the Roof of the World“, „Deceivers All“, „Through a Storm“, „Caterwauling“ und „Soldier of Fortune“.

#### Mandalaband
Wolstenholme agierte auch in der Mandalaband. Er schrieb Instrumental-Beiträge der meisten Lieder von deren Studioalbum The Eye of Wendor – Prophecies (1978). Für das Studioalbum Mandalaband III – BC: Ancestors (2009) schrieb er die Lieder Nimrod und Roots und agierte bei deren Aufnahme als Musiker. Zudem enthält das Studioalbum Mandalaband IV – AD: Sangreal (2011), das etwa sieben Monate nach seinem Tod erschien, eine Wolstenholme-Version von John Lees BJH-Klassiker Galadriel (1971).

### Tod
Am 13. Dezember 2010 verübte Wolly Wolstenholme Suizid. Er hatte viele Jahre an schweren Depressionen gelitten.
Er wurde 63 Jahre alt.

## Diskografie

### Barclay James Harvest
(für folgende und weitere BJH-Alben und -Singles sowie Details dazu siehe:
Abschnitt Barclay James Harvest (BJH) des Artikels Barclay James Harvest/Diskografie)
Studioalben:
- Barclay James Harvest, 1970
- Once Again, 1971
- Barclay James Harvest and Other Short Stories, 1971
- Baby James Harvest, 1972
- Everyone Is Everybody Else, 1974
- Time Honoured Ghosts, 1975
- Octoberon, 1976
- Gone to Earth, 1977
- XII, 1978

Livealben und Kompilationen:
- Live, 1974
- Live Tapes, 1978
- …BBC in Concert 1972, 2002
- After the Day – The Radio Broadcasts – 1974–1976, 2008

Singles:
- Early Morning / Mister Sunshine, 1968
- Brother Thrush / Poor Wages, 1969
- Taking Some Time On / The Iron Maiden, 1970
- Mocking Bird / Vanessa Simmons, 1971
- I’m Over You / Child of Man, 1972
- Breathless / When the City Sleeps, 1972
- Thank You / Medicine Man, 1972
- Rock and Roll Woman / The Joker, 1973
- Poor Boy Blues / Crazy City, 1974
- Mocking Bird / Galadriel, 1975
- Titles / Sweet Jesus, 1975
- Rock ’n’ Roll Star (live) / Crazy City, 1977
- Hymn / Our Kid’s Kid, 1977
- Friend of Mine / Suicide? (live), 1978
- Loving Is Easy / Polk Street Rag (live), 1978

### John Lees' Barclay James Harvest
(für folgende und weitere JLBJH-Alben und Details dazu siehe:
Abschnitt John Lees' Barclay James Harvest (JLBJH) des Artikels Barclay James Harvest/Diskografie)
- Nexus (Remake- und Studioalbum), 1999
- Revival… (Live-Einzel- und Live-Doppelalbum), 2000
- Legacy… (Livealbum), 2007

### Mæstoso
- Mæstoso (Studioalbum), Polydor, 1980; zweimal als CD erschienen (Brimstone) und als Neuveröffentlichung (Eclectic), 2000 und 2006
- Too Late (Musikkassette; limitierte Auflage von 250 Kassetten mit 5 Liedern), 1989
- Songs From the Black Box (Sessionalbum inklusive Mæstoso-Album; Voiceprint), 1994
- Black Box Recovered (Kompilation u. a. mit zuvor unveröffentlichtem Demo- und Live-Bonusmaterial; Eclectic), 2004
- One Drop in a Dry World (Studioalbum, Wolstenholme/Mæstoso; Eclectic), 2004
- Fiddling Meanly (Livealbum, Wolstenholme/Mæstoso; Eclectic), 2005
- Grim (Studioalbum, Wolstenholme/Mæstoso; Eclectic), 2005
- Caterwauling (Studioalbum), Wolstenholme/Mæstoso; Esoteric Recordings (früher Eclectic Discs), 2007
- Uneasy Listening … 1980–2008 (Kompilation), The Best of Woolly Wolstenholme and Mæstoso (Esoteric Recordings), 2009
- Strange Worlds – A Collection 1980–2010 (Box-Set; Kompilation, Wolstenholme/Mæstoso; Esoteric Recordings), 2018:
– CD 1: Mæstoso (Studioalbum; 1980)
– CD 2: Black Box Recovered (Kompilation; 2004)
– CD 3: One Drop in a Dry World (Studioalbum; 2004)
– CD 4: Fiddling Meanly (Livealbum; 2005)
– CD 5: Grim (Studioalbum; 2005)
– CD 6: Caterwauling (Studioalbum; 2007)
– CD 7: The Unlost Works – demos & fragments (Kompilation; 2018)

### Mandalaband
- The Eye of Wendor – Prophecies (Studioalbum; Chrysalis Records), 1978
- Mandalaband III – BC: Ancestors (Studioalbum; Legend), 2009
- Mandalaband IV – AD: Sangreal (Studioalbum; Legend), 2011